# Anacroneuria lineata
Anacroneuria lineata is een steenvlieg uit de familie borstelsteenvliegen (Perlidae). De wetenschappelijke naam van de soort is voor het eerst geldig gepubliceerd in 1924 door Navás.